# Achille Forti
Achille Forti, pseudonimo di Israele Achille Italo Forti (Verona, 28 novembre 1878 – Verona, 11 febbraio 1937), è stato un botanico e mecenate italiano.

## Biografia
Nacque a Verona da Arrigo e Giulietta Forti e visse nell Una volta terminati gli studi classici a Verona, Achille Forti si iscrisse all'Università di Padova e nel 1900 si laureò in Scienze Naturali. Dedicò tutta la propria vita agli studi e intraprese molti viaggi per scopi di ricerca che lo portarono nei Balcani, in Marocco, in Algeria, Spagna, Turchia e nel Nord Europa. Nel palazzo Emilei organizzò un moderno laboratorio e una ricca biblioteca.
Morì nella sua città l'11 febbraio 1937 all'età di 59 anni, lasciando come erede universale del suo cospicuo patrimonio il Comune di Verona perché ne disponesse in opere sociali e umanitarie. È sepolto insieme alla madre presso il cimitero ebraico di Verona. 

### Interessi scientifici
Achille Forti fu membro delle più prestigiose accademie, quali l'Istituto Veneto di Scienze, Lettere e Arti di Venezia, l'Accademia delle Scienze di Torino (dal 27 maggio 1828), la Società Geografica e Botanica Italiana e di Berlino e ottenne premi e riconoscimenti in ambito scientifico.
Il suo principale campo di interesse fu la botanica e in particolare l'algologia, nella quale divenne uno dei massimi specialisti europei. Tra le sue numerosissime pubblicazioni si ricorda la voce Alghe dell'Enciclopedia Treccani. 

### Interessi artistici
Oltre agli interessi scientifici, nutrì anche una grande passione per le arti, in particolar modo per scultura e pittura, di cui era raffinato cultore. Nel 1920 pubblica Studi su la flora della pittura classica veronese,  uno dei suoi volumi di maggior successo, in cui coniuga arte e scienza analizzando 91 opere sia dal punto di vista botanico, sia critico-artistico.
Quale consigliere e membro di varie commissioni, si adoperò nella politica cittadina di Verona per la costituzione di una biblioteca civica, di musei d'arte e per il potenziamento del Museo di Scienze naturali, del quale incrementò il patrimonio egli stesso. 
Nel 1907 istituì il premio Arrigo Forti e nel 1935 il premio Giulietta Forti per la botanica e la zoologia presso l'Istituto Veneto di Scienze, Lettere ed Arti di Venezia, e il premio Attilio Spazzi per la Scuola d'Arte applicata alle industrie di Verona. 
Fu amico dei pittori Alfredo Savini, Ettore Beraldini e Giuseppe Zancolli.

## Eredità e costituzione della Galleria d'Arte moderna "Achille Forti"
Nel 1937 morì lasciando quale erede universale del suo patrimonio il Comune di Verona, perché ne disponesse in opere sociali e umanitarie. Inoltre, deciso a concorrere all'abbellimento e al decoro della città, Achille Forti  dispose che la sua residenza venisse trasformata in una galleria d'arte aperta al pubblico. Nel dicembre 1938 nel Palazzo Emilei Forti venne inaugurata la Galleria d'arte moderna della città, nella quale furono esposte una buona parte delle opere d'arte da lui lasciate in dono al Comune. 
Il lascito Forti servì anche per il restauro e ripristino di Palazzo della Ragione, nel quale è ospitata dal 2014 la nuova sede della Galleria d'arte moderna; a Palazzo Forti si è insediato AMO Arena Museo Opera, dedicato all'opera lirica.